# Serge Arcuri
Pour les articles homonymes, voir Arcuri.
Serge Arcuri est un compositeur québécois né le 10 juin 1954 à Beauharnois et mort le 27 juin 2024.

## Biographie
Né le 10 juin 1954 à Beauharnois, Serge Arcuri termine ses études de composition et d'analyse au Conservatoire de musique de Montréal, dans la classe de Gilles Tremblay. Par la suite, il poursuit des études en électroacoustique avec Yves Daoust et Marcelle Deschênes au Conservatoire et à l'Université de Montréal. 
Gagnant du prix Sir Ernest MacMillan de la CAPAC (SOCAN) en 1981 et finaliste dans deux catégories du Concours pour les jeunes compositeurs de Radio-Canada en 1984, il reçoit le prix Joseph-S. Stauffer du Conseil des arts du Canada en 1991 et le prix Opus du compositeur de l’année en 2008 du Conseil québécois de la musique. Plusieurs fois boursier du Conseil des Arts du Canada et du Conseil des arts et des lettres du Québec, il reçoit des commandes de nombreux organismes, dont la Société de musique contemporaine du Québec, la Canadian Broadcasting Corporation (CBC), le Musée d’art contemporain de Montréal, l'Association pour la création et la recherche électroacoustiques du Québec (ACREQ), le Vancouver NewMusic, l’Ensemble Musica Camerata, l’Ensemble Contemporain de Montréal (ECM), l’Orchestre Baroque de Montréal, l’Ensemble Arion, le Quatuor Molinari, l’Ensemble I Musici de Montréal et pour des musiciens tel Lawrence Cherney, Robert Cram, Joseph Petric, Brigitte Poulin, Silvia Mandolini, Catherine Perrin et Louise Bessette.
Il est président de l’Association pour la création et la recherche électroacoustique du Québec (ACREQ) et directeur de production du Printemps électroacoustique de Montréal de 1985 à 1988. En plus de la musique de concert, il compose également pour le théâtre, le cinéma et la télévision.
Serge Arcuri meurt le 27 juin 2024 à l'âge de 70 ans.

## Honneur
- 1981 : Prix Sir Ernest MacMillan de la CAPAC (SOCAN), pour l'œuvre Agrégats (1979)[2].

## Œuvres
- Agrégats (1979) ; orchestre.
- Résonance (1982) ; harpe.
- Résurgence (1982) ; bande.
- Chronaxie (1984) ; percussion seule et bande.
- Prélude aux méandres (1985) ; bande.
- Prologue (1985) ; petit ensemble instrumental et bande.
- Brume (1986) ; orchestre de cuivres; manuscrit.
- Amers (1986) ; orchestre; manuscrit.
- Lueurs (1987) ; cor français, percussion et bande.
- Murmure (1989) ; bande.
- Bandonéon (1990) ; accordéon et bande.
- Soliloque (1991) ; violon; manuscrit.
- Errances (1992) ; hautbois d'amore, harpe et bande; manuscrit.
- Arborescences (1992) ; marimba, vibraphone, tambours en bois, orchestre à cordes doubles; manuscrit.
- Fresques (1992) ; cor anglais, deux percussionnistes et deux DX-7.
- Récifs (1993) ; bande.
- Sitio (1993 ); clavecin ; manuscrit.
- Infinite spaces (1994) ; orgue.
- Soliloque no.2 (1994) ; violon.
- La porte des sables (1995) ; hautbois, cor anglais, percussion MIDI et bande.
- Fragments (1997) ; piano; manuscrit.
- Épisodes (2001) ; orchestre à cordes; manuscrit.
- Au cœur du son (2001) ; pour violon solo et orchestre.
- Les furieuses enluminures (2001) ; piano, quatuor à cordes, flûte, clarinette.
- Migrations (2003) ; flûte et bande.
- Bonnes Nouvelles (2004) ; théâtre pour enfants par Marie-Hélène da Silva. En collaboration avec Michael Oesterle.
- Ancient Temples (2006) ; percussion seule.
- L'hiver (2006) ; pour violon solo, orchestre à cordes et piano.
- La forêt des clameurs (2006) ; concerto pour piano et orchestre à cordes.
- Les pierres du soleil (2007) ; pour orchestre.
- La voix des Hautes-Gorges (2007) ; pour clarinette solo (basse et sib, CD et traitements).
- Le tumulte des flots (2009) ; pour piano et quatuor à cordes.
- Les sabliers de la mémoire (2010) ; pour clarinette, piano, violon et violoncelle.
- Des jardins secrets (2011) ; pour piano.
- Les mouvements de l'âme (2016) ; concerto pour violon et orchestre.
- Constellations (2017) ; pour piano.
- Soliloque no.3 (2017) ; pour violon solo.
- La plus que lente (2022) ; pour clarinette et piano

## Discographie
- 1993 : Les Méandres du Rêve[4] chez Empreintes DIGITALes, IMED 9319, 1993)
- 24 Preludes ; Catherine Perrin clavecin ; 1998 ; ATMA DDD - 722056217224.
- New Music from Montreal ; divers artistes ; 1999 ; SNE 639.
- Orbiting Garden ; Joseph Petric accordéon ; 2002 ; Centrediscs CMCCD 7802.